# Kompetens
För andra betydelser, se Kompetens (olika betydelser).
Kompetens är ett samlingsbegrepp för en individs förmåga att utföra en uppgift genom att tillämpa kunskaper och färdigheter. I arbetslivet har kompetensbegreppet fått ett stort genomslag och bland annat givit upphov till yrkesroller som "kompetensutvecklare" och enheter inom företag och organisationer som "kompetenscentrum".
Med kompetens förstås en adekvat förmåga till handling i ett specifikt (arbets)sammanhang.
Man använder kompetensanalys inom organisationer som ett sätt att skapa förståelse för vad som krävs i en viss roll, ett yrke eller på en arbetsplats.
En kompetensmatris är ett underlag för att utvärdera en grupps kompetens.
Forskning visar att det kan vara svårt att se sin utveckling i sin egen kompetens. 
En persons kompetens är uppbyggt utifrån olika delar som beskriver förmågor, färdigheter och skickligheter och kopplas ofta till kompetens inom arbetslivet. Dessa olika kompetensdelar består av utbildning, erfarenhet, förmåga, motivation, social kompetens samt personlighet. Utbildning erbjuder teori och praktik och är en viktig del som beskriver ens förmågor samt färdigheter inom ett visst område t.ex. som läkare, elektriker eller fotbollsspelare. Erfarenheter beskriver en persons skicklighet inom t.ex. ett yrke då erfarenhet visar att en person kan klara av sin uppgift i praktiken. Dessutom leder erfarenhet till ökat självförtroendet hos den som ska utföra en uppgift då personen vet sin egen skicklighetsnivå. Personlig och social kompetens ger en bild av vilken roll eller vilket yrke som passar en. Inom vissa roller och arbeten behövs någon med hög samarbetsförmåga, t.ex. lagsporter eller yrken som lärare, och därför är den sociala kompetensen viktig. Social kompetens efterfrågas inom samarbetsområden då det bidrar till ett flexibelt förhållningssätt till sina medarbetare samt god förmåga till kommunikation och till att skapa goda relationer. Eftersom kompetens handlar om förmågor och färdigheter inom olika områden så finns det överlag ingen dålig kompetens utan en personens kompetens kan vara sämre eller bättre beroende på vilken typ av uppgift man utför. Därför är det viktigt att veta vilken kompetens man har så att man kan matcha den med de uppgifter man ska utföra inom vissa yrken. 
Kompetens kan delas in i formell och reell kompetens. Den formella kompetensen är den kompetens som visas genom betyg eller intyg och bevisar vad en person har för kunskaper och färdigheter inom specifika områden. Den reella kompetensen är istället den kompetens som en person faktiskt har och innehåller t.ex. problemlösning, kommunikation, ledarskap och samarbete. Den formella kompetensen behåller man och den behövs inte utvecklas eller praktiskt utföras för att en person ska behålla den på grund av att den kopplas till t.ex. betyg och inte vad en individ faktiskt kan. Denna kompetens kan man även se tydliga utvecklingssteg på till skillnad från den den reella eftersom man utvecklar den formella genom kurser och utbildningar som man genomfört. Den reella kompetensen utvecklas gradvis och det är svårt att tydligt se på vilken nivå en persons reella kompetens befinner sig. På grund av att den reella kompetensen är kopplad till vad en person faktiskt besitter för förmågor och kunskaper är den också en färskvara som behöver underhållas och utvecklas hela tiden. Inom t.ex. sjukvården sker det ständig utveckling av teknik och läkemedel som gör att en person som jobbar inom där hela tiden måste ta till sig ny kunskap för att hålla kvar sin reella kompetens.